# Retinale Dysplasie
Die Retinale Dysplasie Reese-Blodi (auch Reese-Syndrom oder Krause-Reese-Syndrom) ist eine angeborene Dysplasie der Netzhaut mit Erhalt des primären Glaskörpers (Persistierender hyperplastischer primärer Vitreus) zusammen mit Fehlbildungen im Gehirn und den Eingeweiden.
Synonyme sind: englisch Familial encephalo-retinal dysplasia, Krause’s syndrome, Reese-Blodi retinal dysplasia, Reese-Blodi-Krause syndrome, encephalo-ophthalmic dysplasia.
Die Bezeichnung bezieht sich auf eine Beschreibung aus dem Jahre 1950 durch die US-amerikanischen Augenärzte Algernon B. Reese (1896–1981), Frederick C. Blodi (1917–1996) und bereits im Jahre 1946 durch den US-amerikanischen Augenarzt Arlington Colton Krause (1896–1980).

## Verbreitung
Die Erkrankung tritt charakteristischerweise bei der Trisomie 13 (Pätau-Syndrom) auf. Es wurde autosomal-rezessiver und autosomal-dominanter Erbgang beschrieben.

## Klinische Erscheinungen
Klinische Kriterien sind:
- Hochgradige Retinadysplasie bei Erhalt des primären Glaskörpers, Synechien, Mikrophthalmie, Iriskolobome, Orbitalzysten
- Hirnfehlbildungen wie Hydrozephalus, Enzephalozele, Meningozele, Hirn-Hypoplasie, Dysplasie des Kleinhirnes und des Hirnstammes
- Lungenfehlbildungen wie Aplasie oder Hypoplasie, Atelektase und Zwerchfellhernie
- Gastrointestinale Störungen wie Duodenalatresie, Gallenblasenhypoplasie, Omphalozele
- Kiefer-Gaumenspalte, Mikrogenie, Klumpfuß, Syndaktylie, Polydaktylie
- Herzfehler

## Differentialdiagnose
Abzugrenzen ist ein Mikrophthalmus anderer Ursache, das Norrie-Syndrom, ein Retinoblastom, das Gregg-Syndrom sowie das Terry-Syndrom.

## Geschichte
Der Erstbeschrieb erfolgte vermutlich durch Stephan Bernheimer (1861–1918) 1891 und durch Dötsch 1899.